# Nefrusy
Nefrusy es una ciudad del Antiguo Egipto situada al norte de las ciudades modernas de El Ashmunein y El Quseyya.
Es conocido por ser el lugar de la batalla de Nefrusy entre las fuerzas de Kamose  e Hicsos, que vio el primer uso documentado de carros de guerra en la historia militar del antiguo Egipto. Gaston Maspero sugirió su ubicación en la moderna aldea de Etlidem, a 27 km al sur de Al-Minya, y Georges Daressy en la moderna aldea de Balansourah, en el canal Bahr Youssouf, a 12 km al oeste de Abu Qirqas.
Nefrousy está atestiguada por primera vez en una tumba de Hebenou en el Imperio Nuevo de Egipto donde se menciona a Hathor, la amante de Nefrusy. En el Reino Medio, el lugar se menciona varias veces en las tumbas de Beni Hassan, donde también se menciona a Hathor, la dama de Nefrusa. Hetepet, esposa del príncipe Amenemhet, era una sacerdotisa de Hathor de Nefrusy. Sous Teti, hijo de Pepi, Nefrosy es descrito en la estela victoriosa de Kamose como un "nido de asiáticos". Kamose destruyó Nefrusy durante su campaña contra los hicsos. Otros alcaldes residieron allí en el Nuevo Imperio tales como Iuno, Mahu, Iamunefer, Pahahauti, que son conocidos por su nombre.
| F35 | G43 | S29 | O49 |

| F35 | G43 | S29 | O49 |

| F35 | G43 | S29 | O49 |

| F35 | G43 | S29 | O49 |

| F35 | I9 · D21 | V1 · S29 | Z4 · O49 |

| F35 | I9 · D21 | V1 · S29 | Z4 · O49 |

| F35 | I9 · D21 | V1 · S29 | Z4 · O49 |

| F35 | I9 · D21 | V1 · S29 | Z4 · O49 |

| F35 | G43 | O34 · O49 |

| F35 | G43 | O34 · O49 |

| F35 | G43 | O34 · O49 |

| F35 | G43 | O34 · O49 |

| F35 | I9 · D21 | O34 · X1 · O49 |

| F35 | I9 · D21 | O34 · X1 · O49 |

| F35 | I9 · D21 | O34 · X1 · O49 |

| F35 | I9 · D21 | O34 · X1 · O49 |